# 929 (szám)
A 929 (római számmal: CMXXIX) egy természetes szám, prímszám.

## A szám a matematikában
A tízes számrendszerbeli 929-es a kettes számrendszerben 1110100001, a nyolcas számrendszerben 1641, a tizenhatos számrendszerben 3A1 alakban írható fel.
A 929 páratlan szám, prímszám. Jó prím. Normálalakban a 9,29 · 102 szorzattal írható fel.
Proth-prím, azaz k · 2ⁿ + 1 alakú prímszám.
A 929 négyzete 863 041, köbe 801 765 089, négyzetgyöke 30,47950, köbgyöke 9,75750, reciproka 0,0010764. A 929 egység sugarú kör kerülete 5837,07915 egység, területe 2 711 323,265 területegység; a 929 egység sugarú gömb térfogata 3 358 425 751,3 térfogategység.
A 929 helyen az Euler-függvény helyettesítési értéke 928, a Möbius-függvényé −1.